# Ivančiná
Ivančiná (hongrois : Ivánkafalva) est un village de Slovaquie situé dans la région de Žilina.

## Histoire
La première mention écrite du village date de 1248.

## Démographie

### Évolution de la population
| Année:               | 1994. | 2004.   | 2014.   | 2024.   |
| -------------------- | ----- | ------- | ------- | ------- |
| Nombre de personnes: | 91    | 97      | 92      | 93      |
| Différence:          |       | +6,59 % | -5,15 % | +1,08 % |

| Année:               | 2023. | 2024.   |
| -------------------- | ----- | ------- |
| Nombre de personnes: | 90    | 93      |
| Différence:          |       | +3,33 % |